# Visby ishall
Visby ishall är en ishall i Visby. Hallen byggdes 1975 och har en kapacitet på 2 000 åskådare. I hallen spelar Visby/Roma HK sina hemmamatcher i Hockeyettan.
Ishallen är byggd så att det bara är läktare på ena sidan, som är uppdelad i en ståplatssektion, en sittplatssektion och en supporterläktare. 
Visby ishall ligger vid området Rävhagen i nordöstra Visby, avfart från väg 143.